# Дуже щасливий Олександр
Дуже щасливий Олександр (фр. Alexandre le bienheureux «Блаженний Олександр») — французька комедія 1968 року режисера Іва Робера з Філіпом Нуаре, Марлен Жобер та Франсуазою Бріон у головних ролях. В фільмі також зʼявляється відомий комічний актор П'єр Рішар.

## Сюжет
Олександр — бездітний фермер-підкаблучник, який живе пригнічений своєю авторитарною і корисливою дружиною. З міркувань економії, вона звільнила всіх робітників, замінивши їх власним чоловіком і кожен день пише довжелезні списки завдань та пильно слідкує за їх виконанням. Всякий раз, коли Олександр намагається трохи відпочити, відволіктися на будь-що, окрім роботи, або просто засинає від втоми, вона зʼявляється поруч, примушуючи працювати ще дужче.
Раптово, дружина та її літні батьки гинуть в автомобілній пригоді і Олександр вирішує, що настав час розслабитися і трохи насолодитися життям. Він відпускає на волю всю свою худобу, кидає роботу в полі і починає жити виключно для власного задоволення. Єдина ознака того, що він все ще живий — це його собака, який періодично ходить за покупками до сусіднього міста з кошиком у пащі.
Колишні друзі, що глузували з Олександра тепер дуже йому заздрять і зляться, що він живе життям їхньої мрії в той час як їм самим доводиться вколювати на власних жінок та дітей. Це створює чималі соціальні потрясіння в невеликому французькому містечку, де наполеглива праця розглядається як чеснота, а тому ставлення до неї Олександра розглядається як безлад і загроза.
Згодом, Олександр знайомиться із дівчиною, яка також любить спати і байдикувати. В них починається бурхливий роман, який швидко плине до весілля, але ближче до вівтаря, нова кохана починає перетворюватися на копію колишньої дружини і будує плани, щодо подальшої експлуатації Олександра на фермі. Зрозумівши, що робить ту саму помилку, він відмовляє їй під час весілля і щасливий йде геть.

## Актори
| Актор           | Роль                        |
| --------------- | --------------------------- |
| Філіп Нуаре     | Олександр                   |
| Франсуаза Бріон | Ла Гранд дружина Олександра |
| Марлен Жобер    | Агата                       |
| Поль Ле Персон  | Сангвін                     |
| Цілла Челтон    | мадам Буйо                  |
| Леонс Корне     | Ламендін                    |
| П'єр Рішар      | Колібер                     |
| Жан Содре       | Пінтон                      |
| Марсель Берньє  | Малікорн                    |
| Бернард Шарлан  | мер                         |
| Мадлен Дем'єн   | мадам Буасо                 |
| П'єр Магелон    | Вергланд'є                  |
| Франсуа Вібер   | тесть Олександра            |
| Жан Карме       | La Fringale                 |